# Зрин
Зрин (хорв. Zrin, серб. Зрин) — населений пункт у центральній Хорватії, у Сисацько-Мославинській жупанії, адміністративно належить до громади Двор.

## Історія
З 1347 року замок у Зрині був помістям хорватських дворян і банів Шубичів, відомих через це як рід Зринських. У добу Османських воєн Зринський замок був оплотом хорватської оборони. В селі досі можна побачити його руїни. Під час Другої світової війни село спалили дощенту комуністичні партизани. Вони ж зруйнували і старовинну католицьку церкву Святого Хреста та вигнали або стратили близько 800 жителів-хорватів. Після Другої світової війни комуністичний режим переселив залишки хорватського населення Зрина в конфісковані будинки фольксдойчів Славонії, яких тітовська влада вигнала з їхніх осель.
Під час хорватської війни за незалежність Зрин загарбали війська сербських заколотників і приєднали до Республіки Сербська Країна. В ході операції «Буря» в селі було відновлено хорватську владу.
Руїни місцевого укріплення і замку ще й досі викликають захват та відчуття могутності славетної хорватської аристократичної династії. Нині ведеться відновлення замку Зринських і зруйнованої римо-католицької парафіяльної церкви.
Цікаво, що Загребська архідієцезія так і не розпустила Зринську парафію, попри те, що це єдина парафія у Хорватії, де немає жодного живого парафіянина.
Сисацька єпархія у 2013 році замовила археологічні розкопки на місці, де стояла зруйнована місцева церква. Було виявлено, що під нею є залишки ще старішої готичної церкви з XIV століття. Тоді ж було знайдено і останки людських кісток, які, як з'ясувалося, походять із часів Другої світової війни.

## Демографія
За даними перепису 1910, Зрин налічував 781 жителя, з яких 777 хорватів, 3 серби і 1 угорець. За віросповіданням було 778 католиків і троє православних. За останнім переписом перед Другою світовою війною, проведеним у 1931 році, у селі проживало 697 душ, а вже в 1948 році їх налічувалося тільки 44. Перед самою війною за незалежність Хорватії Зрин населяли 64 особи. За даними перепису 2011, населення становить 18 жителів, серед яких немає жодного хорвата.
Динаміка чисельності населення поселення:

## Клімат
Середня річна температура становить 10,56 °C, середня максимальна – 24,70 °C, а середня мінімальна – -5,82 °C. Середня річна кількість опадів – 1072 мм.
| Клімат поселення                              | Клімат поселення | Клімат поселення | Клімат поселення | Клімат поселення | Клімат поселення | Клімат поселення | Клімат поселення | Клімат поселення | Клімат поселення | Клімат поселення | Клімат поселення | Клімат поселення | Клімат поселення |
| Показник                                      | Січ.             | Лют.             | Бер.             | Квіт.            | Трав.            | Черв.            | Лип.             | Серп.            | Вер.             | Жовт.            | Лист.            | Груд.            |                  |
| Середній максимум, °C                         | 7,26             | 8,77             | 12,99            | 17,00            | 21,49            | 24,70            | 23,89            | 23,40            | 19,83            | 15,12            | 9,48             | 5,59             |                  |
| Середня температура, °C                       | 0,72             | 2,24             | 6,46             | 10,49            | 14,95            | 18,16            | 19,96            | 19,47            | 15,90            | 11,19            | 5,55             | 1,64             |                  |
| Середній мінімум, °C                          | −5,82            | −4,3             | −0,08            | 3,94             | 8,42             | 11,64            | 16,01            | 15,52            | 11,95            | 7,25             | 1,62             | −2,28            |                  |
| Норма опадів, мм                              | 67               | 67               | 75               | 92               | 93               | 100              | 94               | 93               | 97               | 99               | 108              | 87               |                  |
| Середньомісячна швидкість вітру, м/с          | 1.66             | 1.82             | 2.19             | 2.12             | 1.94             | 1.75             | 1.71             | 1.60             | 1.59             | 1.69             | 1.73             | 1.76             |                  |
| Середньомісячна сонячна радіація, кДж/м²·день | 4366             | 7127             | 10838            | 15202            | 19381            | 21523            | 22757            | 19808            | 14591            | 9212             | 4930             | 3615             |                  |
| --------------------------------------------- | ---------------- | ---------------- | ---------------- | ---------------- | ---------------- | ---------------- | ---------------- | ---------------- | ---------------- | ---------------- | ---------------- | ---------------- | ---------------- |
| Джерело:                                      |                  |                  |                  |                  |                  |                  |                  |                  |                  |                  |                  |                  |                  |